# Kurdlan

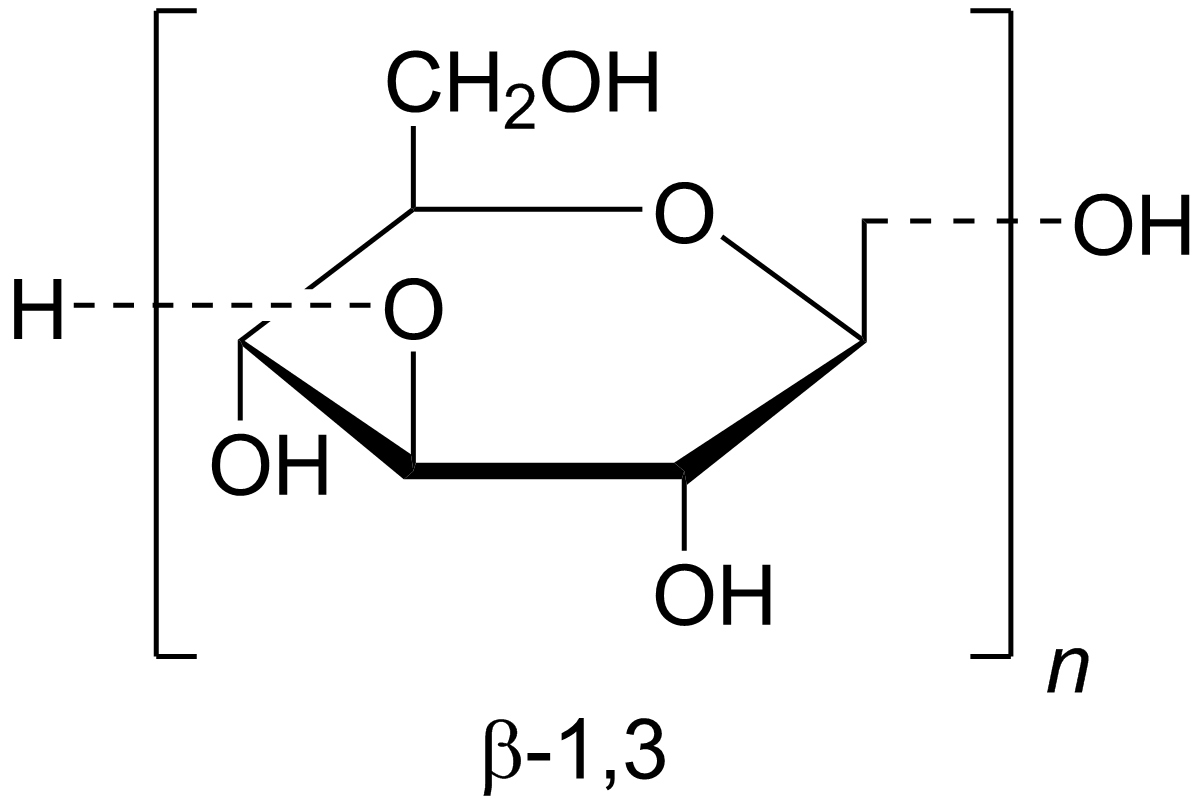
Kurdlan

Kurdlan (β-1,3-glukan) je polysacharid s vysokou molekulovou hmotností, derivát glukózy. Vyrábí se bakteriální fermentací, například pomocí nepatogenních bakterií Agrobacterium biobar, zkoumá se i možnost jeho získávání pomocí Alcaligenes faecalis.
Používá se jako zahušťovací přídavná látka do potravin pod názvem E 424, v EU není povolen.